# Chariodema xylina
Chariodema xylina är en skalbaggsart som beskrevs av Blanchard 1850. Chariodema xylina ingår i släktet Chariodema och familjen Melolonthidae. Inga underarter finns listade i Catalogue of Life.